# Kitai

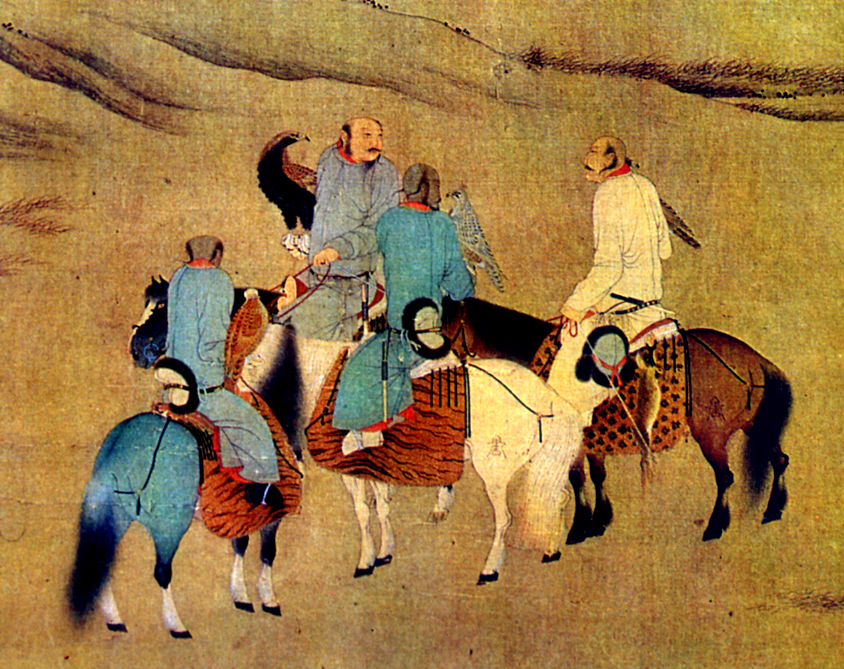
I Kitai usano le aquile per cacciare, dipinto durante la dinastia cinese Song.

Kitai (cinese: 契丹T, QìdānP, in persiano ختن‎), o Kathai, o Khitan, o Qidan o Ch'i-tan, fu una popolazione mongola, originaria della Mongolia interna, che si trasferì in Manciuria, nell'odierna Cina, nel IV secolo. Dominarono una vasta area della Cina settentrionale e fondarono nel X secolo la Dinastia Liao, ma hanno lasciato poche costruzioni i cui resti siano giunti fino ai giorni nostri. Dopo la caduta di Liao nel 1125, molti Kitai si diressero a ovest e fondarono lo stato di Kara Khitay, che fu definitivamente distrutto dall'Impero mongolo nel 1218.

## Etimologia
Non c'è consenso sull'etimologia del nome Kitai. Esistono tre teorie differenti. Feng Jiasheng sostiene che derivi dai nomi dei capitribù Yuwen. Zhao Zhenji crede che il termine origini da Xianbei e significhi "un posto dove Xianbei risiedette". Lo studioso giapponese Otagi Matuo considera "Xidan" come nome originario di Kitai, che significa "persone simili agli Kumo Xi" o "persone che abitano con gli Xi".
La parola "Kitai" sopravvive nella traduzione moderna bulgara e russa della parola Cina (Китай, Kitay), come anche in sloveno (Kitajska) e nelle forme arcaiche indicanti la Cina in lingua inglese (Cathay), Italiana (Catai), portoghese (Catai), e spagnola (Catay).

## Storia

### Prima del 388: le origini
Esistono diverse storie circa la l'origine del popolo Kitai. Secondo le documentazioni Kitai (Tavola Memoriale di Yelu Yuzhi e di Liaoshi), il loro primo antenato fu Qishou Khagan, un discendente di Tanshihuai Khan dello stato Xianbei. Qishou Khagan fu un uomo divinità che cavalcando un cavallo bianco lungo il fiume Laoha incontrò Kedun, una fanciulla divina che guidava un carro trainato da un bue grigio che discendeva il fiume Xar Moron. All'intersezione dei due fiumi, ai piedi della montagna sacra Muye, si incontrarono e si unirono, dando alla luce otto figli, gli antenati delle otto antiche tribù dei Kitai. Un tempio con i ritratti degli antenati dei Kitai fu costruito sul monte Muye, la loro più sacra montagna. Questa storia è molto simile a quella delle origini di Gengis Khan, che parla di un "Lupo blu nato in paradiso" e "Splendida femmina" che attraversano un mare (Tengis) e si unirono alle sorgenti del fiume Onon, ai piedi del monte Burkhan Khaldun, che diventò poi la montagna sacra dei mongoli del clan Borjigin. il Qidan Guozhi (Documentazione dello Stato Kitai, completato nel 1247) documenta la prefazione di una leggenda Kitai::
Originari del popolo Xianbei, fecero parte della tribù Kumo Xi fino al 388, quando i gruppi tribali Kumo Xi-Kitai furono duramente sconfitti dai Wei del nord, arrivati da poco nel territorio, permettendo così ai Kitai di riesumare le loro vecchie tribù e la loro identità.

### 388-907: Kitai predinastico (tribù indipendente, ma sempre vassalla)
Dal V al VII secolo, subirono la dominazione dei popoli della steppa provenienti dall'occidente (prima i Göktürk, poi dagli Uiguri, durante l'VII e il IX secolo) e dai cinesi dal sud delle dinastie del nord o Tang, rispettivamente durante il V e il VI secolo, e dal VII al X secolo. Sotto questa tripla dominazione e oppressione, crebbe la voglia di potere e indipendenza dei Kitai. La crescita fu lenta, comparata ad altri casi. Lenta perché fu frequentemente frenata dalle potenze vicine, che usavano i soldati Kitai in caso di necessità, ma pronti a frenare le ambizioni Kitai, rischiando di creare una quarta potenza indipendente nella regione. La ribellione Li-Shun del 696-697 è molto istruttiva riguardo al modello "2 adulti e 1 ragazzo": i Kitai furono incoraggiati dai Turchi a correre il rischio di rivoltarsi contro i Tang, i quali poi li attaccarono alle spalle, forti dell'appoggio del rinato Impero Turco.

### 907-1125: Dinastia Liao, l'era d'oro

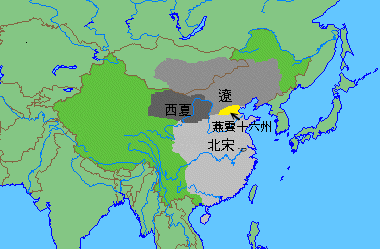
Ubicazione nella Cina dei Liao, dei Song, e degli Dinastia Xia occidentale.

Sfruttando l'emigrazione degli Uiguri verso ovest, e la caduta della Dinastia Tang all'inizio del X secolo, i Kitai si fondarono la Dinastia Liao nel 907. La Dinastia Liao si dimostrò una potenza rilevante a nord della pianura cinese, espandendosi continuamente verso sud e verso ovest, guadagnando così il controllo sui vecchi territori degli Uiguri. Alla fine caddero sotto il dominio della Dinastia Jīn della popolo Jurchen (o Manciù) nel 1125.

### Dopo il 1125: La migrazione e curiosità
Dopo la caduta della Dinastia Liao, un considerevole numero di esponenti della nobiltà dei Kitai fuggì verso le Regioni Occidentali, fondando il breve Khanato Kara Khitay o Dinastia Liao occidentale, e dopo la sua caduta, una piccola parte della popolazione fondò con Buraq Hajib una dinastia locale nella provincia meridionale del Kirman in Persia. Questa colonia di Kitai fu velocemente assorbita dalle locali popolazioni turche e iraniane, vennero così islamizzate e non lasciarono così nessuna influenza. Anche a causa della ancora non completa decifrazione della lingua Kitai, rimane difficoltoso creare una storia dettagliata dei loro movimenti.
Non ci sono prove chiare che esista un gruppo etnico discendente dei Kitai nella moderna Cina nord-orientale, ma alcuni recenti studi e ricerche sulla genealogia della famiglia hanno motivato l'ipotesi che il gruppo etnico Daur della Mongolia Interna sia un possibile discendente degli antichi Kitai; e alcuni clan degli Han dello Yunnan come gli Ahn, i Mang, i Jiang, più un'altra dozzina di clan si autoidentificano come discendenti di Yelu e sono chiamati popolo Ben dagli altri gruppi etnici dello Yunnan che pure si considerano discendenti dei Kitai. Inoltre, il clan Liu, conosciuto nella zona col nome di Yelu Zhuang si considerano anche loro discendenti dal clan di Yelu dei Kitai. Durante il periodo della Dinastia Liao, l'etnia Kitai fu divisa in due grandi gruppi, Yelu e Xiao; Yelu fu in seguito sinizzato. Il linguaggio Daur è classificato come Mongolo.

## Lingua e sistema di scrittura
La lingua kitai (conosciuta anche come Liao, Kitai [ISO 639-3] è una lingua ormai estinta, una volta parlata dal popolo Kitai.
La lingua kitai è ritenuta geneticamente imparentata con il proto-mongolico.
Ci furono due sistemi di scrittura, conosciuti come calligrafia grande e calligrafia minuta. Erano testualmente indipendenti tra loro ed erano usati simultaneamente nei territori dell'Impero Liao. Furono entrambi usati anche dopo la caduta dei Liao. Esempi di questa calligrafia appaiono per lo più negli epitaffi e sui monumenti.
Molti studiosi confermano che le calligrafie Kitai non sono del tutto decifrate, e che molte ricerche e scoperte sarebbero necessari per una completa comprensione di questo linguaggio.
Sebbene esistano molti indizi sulle loro origini, che puntano in diverse direzioni, la lingua kitai è riconosciuta per lo più come una discendente del pre-proto-mongolico (e quindi imparentata con le lingue mongoliche). Il Memoriale di Yelü Yanning (risalente al 986) è una delle più antiche iscrizioni in calligrafia grande kitai.

## Economia
I Kitai, popolazione nomade, furono originariamente impegnati nell'allevamento, nella pesca e nella caccia. Il saccheggio dei villaggi e delle città cinesi a meridione, così come delle tribù confinati, era fonte di schiavi, artigianato cinese, cibo, soprattutto in tempi di carestia.
Sotto l'influenza della vicina Cina e seguendo le necessità per un'amministrazione sedentaria, i Kitai cominciarono ad impegnarsi nell'agricoltura, nella coltivazione e nella costruzione delle città. Diversamente dai contadini cinesi e Balhae, che coltivavano grano e miglio a sorgo, gli agricoltori Kitai coltivavano soprattutto miglio a pannocchia. La classe dominante della Dinastia Liao ancora prendevano parte a campagne di caccia a fine estate, nella tradizione dei loro antenati. Dopo la caduta della dinastia Liao, i Kitai tornarono ad una vita maggiormente nomade.

## Religione

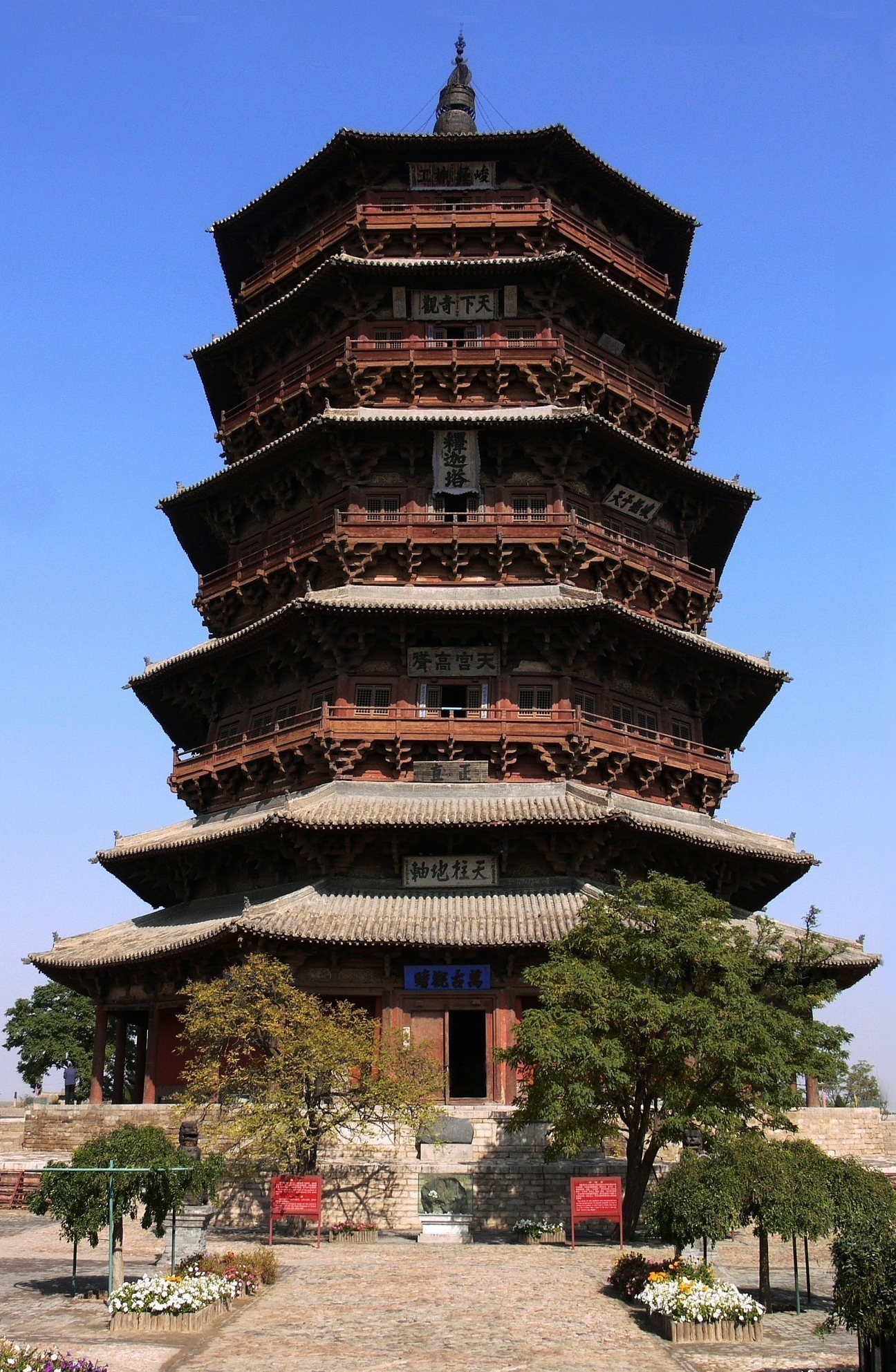
La Pagoda del Tempio Fogong, costruita nel 1056.

La religione originaria dei Kitai era la venerazione di numerosi fenomeni naturali, creduti divinità, su tutti il Sole. Così, l'Impero Liao guardava verso est, dove il sole sorge, anziché verso sud come facevano gli Imperatori cinesi.
Sebbene il fondatore dell'Impero, Abaoji, ordinasse la costruzione di templi buddisti, confuciani, e taoisti, gli imperatori successivi abbracciarono totalmente il Buddismo. Un aumento notevole nella devozione al buddismo può essere ricondotta al regno dell'imperatore Shengzong. Nel giro di un secolo, gli uffici del governo locale nel 1078 confermano la presenza di circa 360.000 monaci e monache, pari a circa il dieci per cento della popolazione. Anche se appare un dato esagerato, è chiaro che il buddismo fu parte integrante della vita dell'Impero Liao.

## Letteratura
Pochissimi resti di poesie e letteratura Kitai si sono conservati. Poiché la lingua Kitai non è completamente decifrabile, ci sono ancora molte difficoltà nella comprensione dei documenti in lingua Kitai.
Gran parte dei documenti Kitai venne scritta in lingua cinese, in particolare i documenti politici. Il libro cinese della storia ufficiale della dinastia Liao, Shi Liao, compilato durante la Dinastia Yuan, si basa su alcuni documenti autentici (shilu?) compilati durante il periodo Liao.